# DocStop
DocStop ist ein Gesundheits-Projekt zur Verbesserung der medizinischen Unterwegsversorgung für Berufskraftfahrer im gewerblichen Güterkraftverkehr, insbesondere entlang des europäischen Autobahnnetzes und wurde als Verein DocStop Europäer e.V. im Jahr 2007 gegründet.
Der Verein möchte durch eine bessere medizinische Versorgung der LKW-Fahrer und Berufskraftfahrer im Transportgewerbe einen Beitrag zur größeren Verkehrssicherheit und Schaffung eines humanitären Arbeitsplatzes leisten. Laut einer Umfrage unter den DocStop-Ärzten wenden sich jedes Jahr rund 4000 Berufskraftfahrer (BKF) bzw. Fernfahrer an einen der 700 Mediziner in Deutschland, um sich wegen gesundheitlicher Beschwerden unterwegs behandeln zu lassen. In Österreich gibt es ebenfalls eine DocStop-Organisation mit rund 80 Ärzten und rund 30 Anlaufstationen. In Dänemark gibt es sieben Ärzte an vier DocStop-Info-Punkten. Außerdem unterhält der Verein Kontakte in die Schweiz, nach Frankreich, den Niederlanden, Tschechien, Polen und Ungarn.

## Funktionsweise
Die erkrankten Berufskraftfahrer, die im Fernverkehr unterwegs sind, melden sich über eine kostenlose, europaweit einheitliche DocStop-Service-Hotline. Dort erhalten sie Informationen über den zu ihrem Standort nächstgelegenen Arzt und einem Lkw-Parkplatz in der Nähe. Der medizinische Versorgungspunkt (Arztpraxis, Krankenhaus) ist in der Regel nicht weiter als vier Kilometer vom Anlaufpunkt entfernt und es werden auch die „kleinen“ Beschwerden, wie Zahnschmerzen, Dauerkopfweh oder plötzlich auftretende Rückenschmerzen behandelt. All diese Symptome zählen die Mediziner zu den berufsspezifischen Krankheiten der Fernfahrer.

## Ziele
Ziel des humanitären Projektes ist es unter anderem, Verkehrsunfälle zu verhindern, die durch Eigenmedikation oder das Fahren unter gesundheitlichen Beeinträchtigungen verursacht werden. Eine bundesweite Befragung der Initiatoren unter 800 Berufskraftfahrern hatte ergeben, dass fast 85 % der Befragten über eine mangelhafte medizinische Versorgung am Arbeitsplatz klagen.
Den Fernfahrern soll so schnell wie möglich in der Krankheitssituation geholfen werden, dazu zählt die Behandlung von häufig auftretende Beschwerden sowie von schweren Erkrankungen. Auch um der unkontrollierten Einnahme von freiverkäuflichen Medikamenten entgegenzuwirken, setzt sich DocStop für die einfache und unbürokratische medizinische Versorgung ein.
Durch die Initiative werden humanitäre Verhältnisse am Arbeitsplatz geschaffen. Zudem wird die Verkehrssicherheit durch die Vermeidung folgenschwerer Unfälle in hohem Maße sowohl für die Fernfahrer als auch für die anderen Verkehrsteilnehmer erhöht.

## Entwicklung
Der Verein entwickelte sich aus dem Pilotprojekt „Gesund auf Achse“ am 19. April 2007 des Initiators und Europareferenten für Verkehrssicherheit, Rainer Bernickel, PHK i. R.
Am 11. Juli 2007 startete die Initiative auf dem Lomo-Rasthof an der BAB A4 in Eisenach.
Seither beteiligen sich ca. 700 Ärzte und Krankenhäuser an DocStop. Entlang der Transeuropäische Netze unterstützen bereits gut 700 Allgemeinmediziner, Zahnärzte und Gynäkologen die gemeinnützige Arbeit und helfen jeden Monat rund 400 LKW-Fahrern, die im Güterfernverkehr unter Schmerzen leiden oder Krankheitssymptome zeigen.
Aus dem Pilotprojekt auf deutschem Boden, das mittlerweile gut angenommen wird, soll ein europäisches Modell folgen, sodass ein medizinisches Versorgungsnetz in ganz Europa entsteht. Das Projekt wird von vielen Prominenten begrüßt und wird von vielen bekannten Firmen im Verkehrs- und Transportwesen unterstützt.
2014 erhielten der Vereinsvorsitzende Joachim Fehrenkötter und DocStop-Initiator Rainer Bernickel den vom DVV-Verlag verliehenen „Leo“ als Mensch des Jahres für ihr ehrenamtliches Engagement rund um DocStop.